# Neil Abercrombie
Neil Abercrombie (Buffalo,  Nova York, 26 de juny de 1938) és un polític estatunidenc del  Partit Demòcrata. Des de desembre de 2010 ocupa el càrrec de Governador de Hawaii.